# Wiens Peak
Der Wiens Peak ist ein etwa 1250 m hoher Berg im westantarktischen Queen Elizabeth Land. In der Neptune Range der Pensacola Mountains ragt er am östlichen Ende des Gebirgskamms Elliott Ridge auf.
Der United States Geological Survey kartierte ihn anhand eigener Vermessungen und Luftaufnahmen der United States Navy aus den Jahren zwischen 1956 und 1966. Das Advisory Committee on Antarctic Names benannte ihn 1965 nach Rudolph H. Wiens, Polarlichtforscher auf der Ellsworth-Station im antarktischen Winter 1962.